# NGC 4483
NGC 4483 ist eine linsenförmige Zwerggalaxie vom Hubble-Typ SB0/a im Sternbild Jungfrau nördlich der Ekliptik. Sie ist schätzungsweise 37 Millionen Lichtjahre von der Milchstraße entfernt und hat einen Durchmesser von etwa 15.000 Lj. Die Galaxie wird unter der Katalognummer VVC 1303 als Teil des Virgo-Galaxienhaufens gelistet.

Im selben Himmelsareal befinden sich u. a. die Galaxien NGC 4451, NGC 4469, NGC 4488, IC 3430.
Das Objekt wurde am 19. März 1865 vom deutsch-dänischen Astronomen Heinrich Louis d’Arrest entdeckt.